# Pfarrkirche Lehen

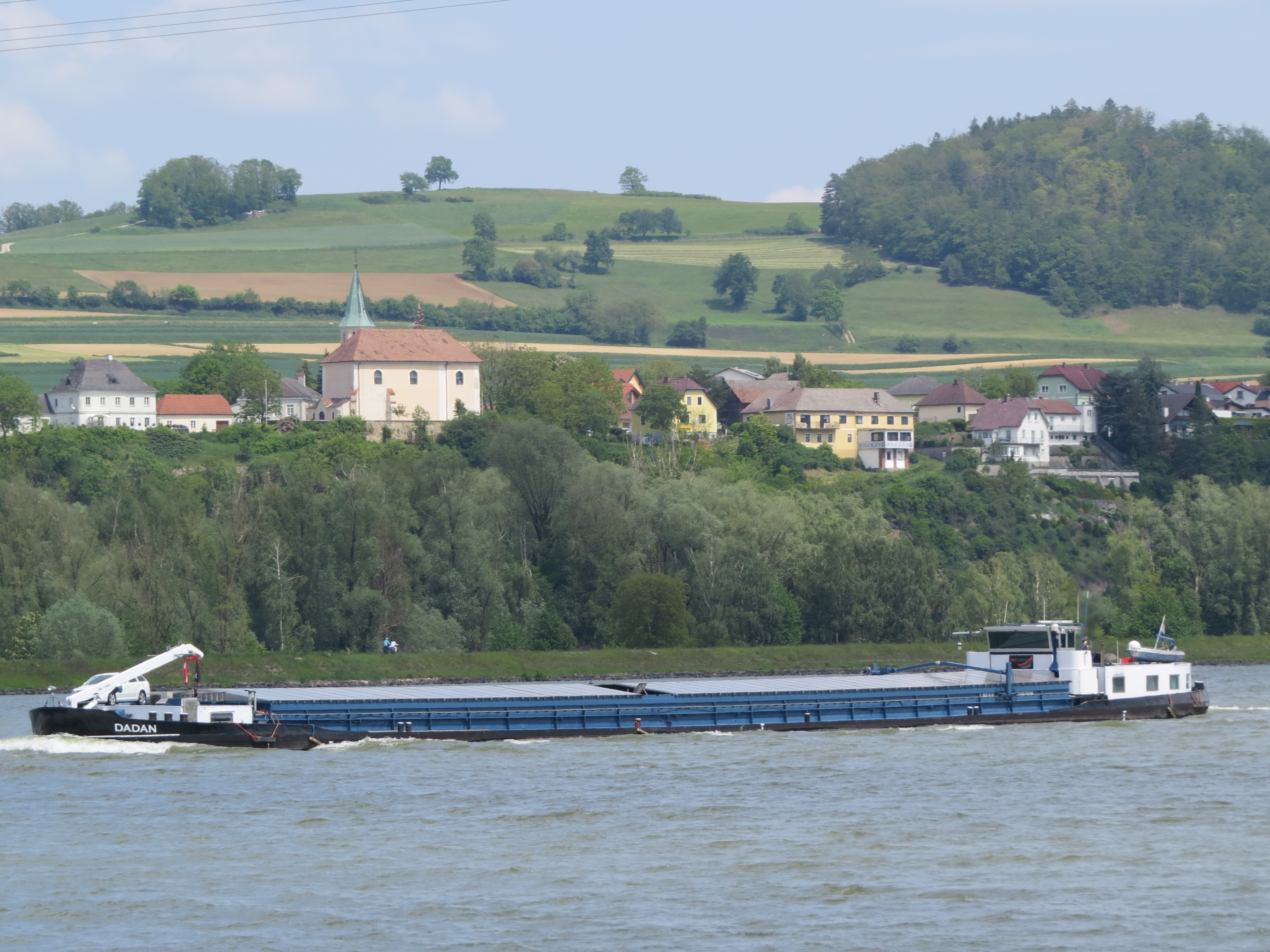
Katholische Pfarrkirche hl. Blasius in Lehen in Leiben an der Donau

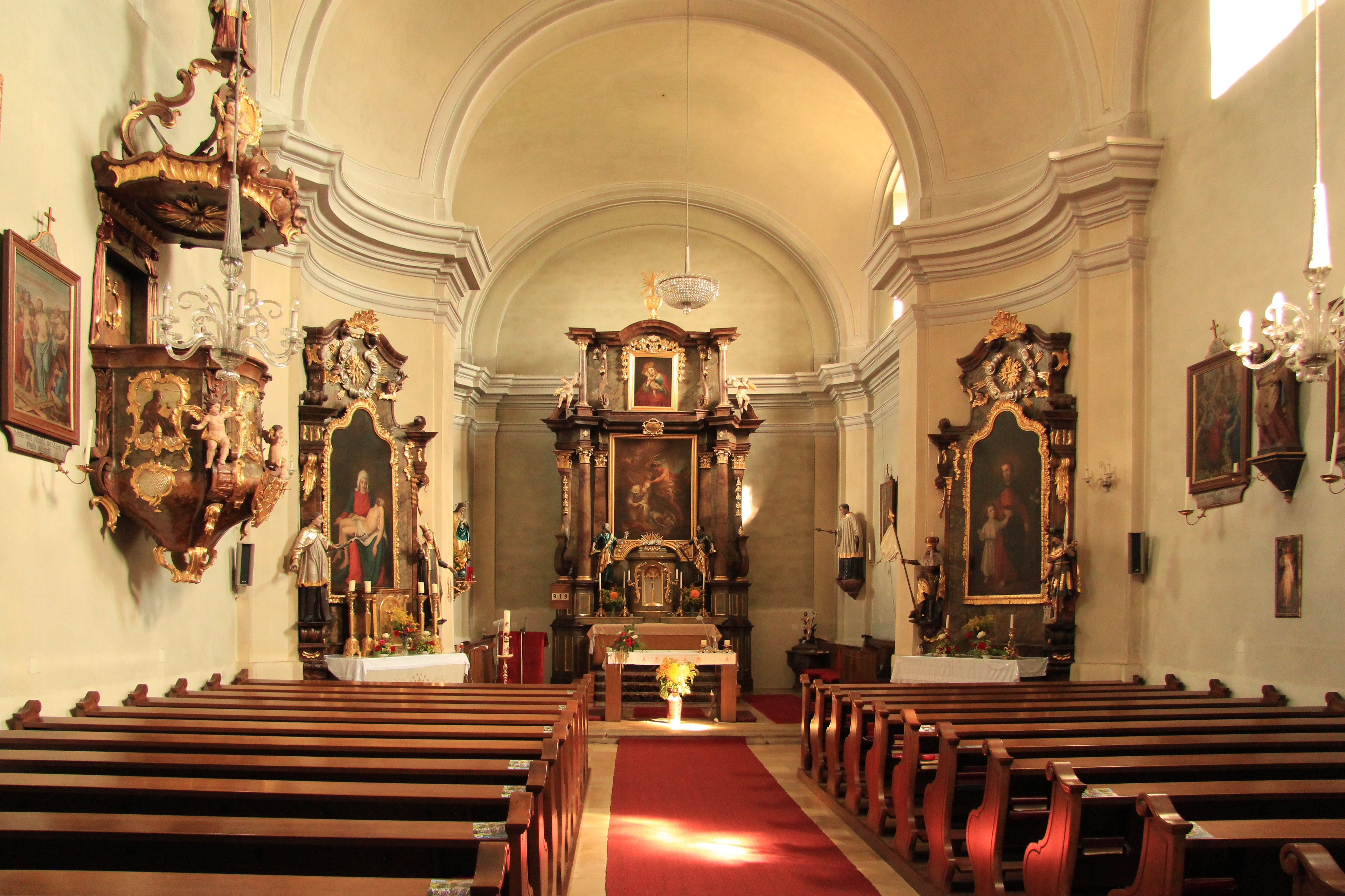
Im Langhaus zum Chor

Die Pfarrkirche Lehen steht im Ort Lehen in der Marktgemeinde Leiben im Bezirk Melk in Niederösterreich. Die dem heiligen Blasius von Sebaste geweihte römisch-katholische Pfarrkirche der Pfarre Ebersdorf gehört zum Dekanat Maria Taferl in der Diözese St. Pölten. Die Kirche und der Kirchhof stehen unter Denkmalschutz (Listeneintrag).

## Lage
Die Kirche steht auf einem steil zur Donau abfallenden Hügel im Ort Lehen nordöstlich von Ebersdorf in der Marktgemeinde Leiben.

## Geschichte
Eine im 9. und 10. Jahrhundert und im 11. bzw. 12. Jahrhundert erweiterte Burg wurde urkundlich um 1120/1130 genannt und 1310 als verödet genannt. 1472 wurde urkundlich ein wehrhafter Tabor unter Berücksichtigung der Kirche genannt. Der Tabor wurde 1481 zu einem Schloss ausgebaut.
Heute bildet die Pfarrkirche mit den Resten der ehemaligen Friedhofsmauer mit dem Pfarrhof im Nordwesten und einem Schulgebäude im Norden den Kirchhof einer ehemaligen Burganlage.
Urkundlich bestand um 1310 ein Vikariat der Mutterpfarre Weiten. Eine eigene Pfarre wurde urkundlich 1336 genannt.
1984 wurden die Fundamente eines romanischen Vorgängerbaues mit einem rechteckigen Altarraum ergraben. Vom gotischen Kirchenbau aus dem 15. Jahrhundert ist der Turm und zwei Strebepfeiler am Langhaus erhalten. Der heutige barocke Saalbau wurde um 1755/1765 teils unter Einbeziehung der frühgotischen Mauern erbaut. Die dem Langhaus angebaute Westfront ist wohl aus 1893. 1963/1965 wurde die Kirche innen und 1977/1978 außen restauriert.

## Architektur
Der barocke Saalbau hat einen niedrigen gotischen Nordturm.
Kirchenäußeres
Das Langhaus und der leicht eingezogene Rechteckchor unter einem gemeinsamen Walmdach zeigt an der Fassade eine Ecklisenengliederung und Fenster mit geschwungenen segmentbogigen Abschlüssen in Keilsteinrahmungen. Im Südwesten hat das Langhaus einen übereckgestellten abgetreppten Strebepfeiler und einen weiteren rechtwinklig angestellten Strebepfeiler. Die Westfront beinhaltet eine Eingangshalle mit seitlichen Kapellen aus 1893. Der mittig im Norden des Langhauses angestellte zweigeschoßige Turm aus dem Ende des 15. Jahrhunderts geht in ein Achteck über und trägt einen erneuerten Pyramidenhelm, der Turm zeigt im Untergeschoß Schlitzfenster und hat spitzbogige Schallfenster mit kleeblattbogigen Laibungen im Obergeschoß. Östlich des Turmes steht eine Sakristei um 1900 mit Portal unter einem Pultdach.
Das Kriegerdenkmal an der Ostwand entstand 1932.
Kircheninneres
Das zweijochige Langhaus und der breitrechteckige Chor zeigen sich unter Platzlgewölben auf Gurtbögen aus gestuften Pilasterbündeln mit verkröpften profilierten Kämpferplatten bzw. umlaufenden verkröpften Kämpfergesims im Chorraum. Die beiden östlichen Pilasterbündel des Langhauses sind konkav ausschwingend bis zum stark eingezogenen Triumphbogen erweitert. Die platzlunterwölbte Westempore hat eine bauchig vorschwingende Brüstung und ist zum Langhaus in einem breiten gedrückten und zwei schmalen seitlichen Rundbögen über gedrungenen Pfeilern bzw. Pilastern geöffnet. Die zweijochige Sakristei hat Quertonnen über Gurtbögen am Ort einer ehemaligen frühgotischen Kapelle aus dem Anfang des 14. Jahrhunderts. Das Turmerdgeschoß ist kreuzgratgewölbt und hat ein spitzbogiges Portal zur Sakristei aus dem Anfang des 14. Jahrhunderts.
Die Glasmalerei Christus am Ölberg und Pietà in den Kapellen in der Westfront nennen Carl Geyling’s Erben bzw. Lucia Jirgal 1960.
Eine Grabplatte im Boden des Langhauses mit einem Relief Auferstehung nennt Jakob Wurzer 1659 oder 1689.

## Ausstattung
Der Hochaltar aus 1788 hat einen strengen Wandaufbau mit seitlichen Säulen und einen gedrückten Kartuschenauszug. Er zeigt das Hochaltarbild Enthauptung des hl. Blasius von Martin Johann Schmidt 1795. Er trägt flankierend die Statuen Peter und Paul aus der zweiten Hälfte des 18. Jahrhunderts vom ehemaligen linken Seitenaltar. Das Auszugsbild Mariahilf ist aus der zweiten Hälfte des 18. Jahrhunderts.
Die Orgel baute Joseph Horak 1853.

## Kirchhof
Der Kirchhof war bis 1893 Friedhof und hat eine Umfassungsmauer teils aus Bruchsteinmauerwerk mit vermauertem Fenster und Resten der ehemaligen Burg des 12. Jahrhunderts. In der Südostecke ist ein Grabstein in Herzform mit bekrönendem Kreuz der Familie Stocker 1802 und 1817. Der neue Friedhof befindet sich südöstlich abseits der Kirche.